# Amazona agilis
La amazona de pico negro, amazona jamaicana piquioscura, amazónico activo, amazónico jamaica, o amazónico todo verde  (Amazona agilis) es una especie de amazona caribeña endémica de las selvas de Jamaica.